# 劍刺平鮋
劍刺平鮋，為輻鰭魚綱鮋形目鮋亞目平鮋科的其中一種，為溫帶海水魚，分布於中太平洋東部美國加州舊金山至墨西哥下加利福尼亞海域，棲息深度70-433公尺，體長可達30公分，棲息在底層水域，卵胎生，生活習性不明。